# 防府町
防府町（ほうふちょう）は、山口県佐波郡にあった町。現在の防府市の中心部にあたる。

## 地理
- 海洋：周防灘
- 山岳：桑山、天神山
- 河川：佐波川

## 歴史
- 1902年（明治35年）1月1日 - 佐波村・三田尻村が合併して防府町が発足。
- 1936年（昭和11年）8月25日 - 中関町・華城村・牟礼村と合併して防府市が発足。同日防府町廃止。

## 交通

### 鉄道路線
- 鉄道省
  - 山陽本線
    - 三田尻駅（現・防府駅）
- 防石鉄道
  - 防石鉄道線
    - 三田尻駅 - 周防宮市駅 - 船本駅 - 人丸駅

### 道路
現在は旧村域を山陽自動車道が通過するが、当時は未開通。